# Skee Mølle
Skee Mølle var en vindmølle, der lå i Haraldsted Sogn i det tidligere Ringsted Herred Sorø Amt, nu i Ringsted Kommune.
Skee Mølle var en sejlmølle.
Skee Mølle blev fra 1921 til 1929 drevet af møller Martin Thomasen Mølgaard, der var uddannet møller på Hule Mølle ved Lejre.
Møllen brændte i 1938, og blev ikke efterfølgende genopført. Møllerifunktionen blev videreført i en tilbygget møllebygning drevet af elektricitet.
|  | Denne artikel om en bygning eller et bygningsværk kan blive bedre, hvis der indsættes et (bedre) billede. Du kan hjælpe ved at afsøge Wikimedia Commons for et passende billede eller lægge et op på Wikimedia Commons med en af de tilladte licenser og indsætte det i artiklen. |

|  | Denne artikel kan blive bedre, hvis der indsættes geografiske koordinater Denne artikel omhandler et emne, som har en geografisk lokation. Du kan hjælpe ved at indsætte koordinater i wikidata. |